# Brislach
Brislach est une commune suisse du canton de Bâle-Campagne, située dans le district de Laufon.

## Histoire

Vue aérienne (1953)

Située à l'est de la Lüssel, la commune de Brislach est probablement habitée depuis le paléolithique comme en témoignent les pendentifs en coquillage découverts dans la grotte de Kaltbrunnental.
La première mention du nom de Brislach date de 1150. La commune fait partie du diocèse de Bâle jusqu'à la création de la République rauracienne entre 1792 et 1793. Elle est ensuite française jusqu'en 1814 (elle faite partie du département du Mont-Terrible). Lors du congrès de Vienne, elle est attribuée au canton de Berne où elle reste jusqu'en 1994, passant alors au canton de Bâle-Campagne.
L'industrie principale de la commune est la taille de pierre, principalement entre 1880 et 1910. Cependant, depuis les années 1950, Brislach est de plus en plus une commune résidentielle de la banlieue bâloise.

## Population

### Surnom
Les habitants de la commune sont surnommés les Cornes (die Hörner en allemand).

### Démographie
La commune compte 205 habitants en 1630, 375 en 1771, 442 en 1850, 424 en 1900, 615 en 1950, 1062 en 1990 et 1392 en 2000.